# 德国之翼航空9525号班机空难
德国之翼航空9525号航班（德語：Germanwings-Flug 9525，航班編號：4U9525），2015年3月24日由西班牙巴塞罗那飞往德国杜塞尔多夫，途经法国南部上普罗旺斯阿尔卑斯省上空时失事，於法國境內阿爾卑斯山海拔2,700（8,900英尺）地區墜毀。飞机上载有150人，包括144名乘客和6名机组成员皆當場罹難。失事客机隸属德国之翼航空（又稱為「日耳曼之翼航空」），為汉莎航空全资子公司。

## 事件及调查經過

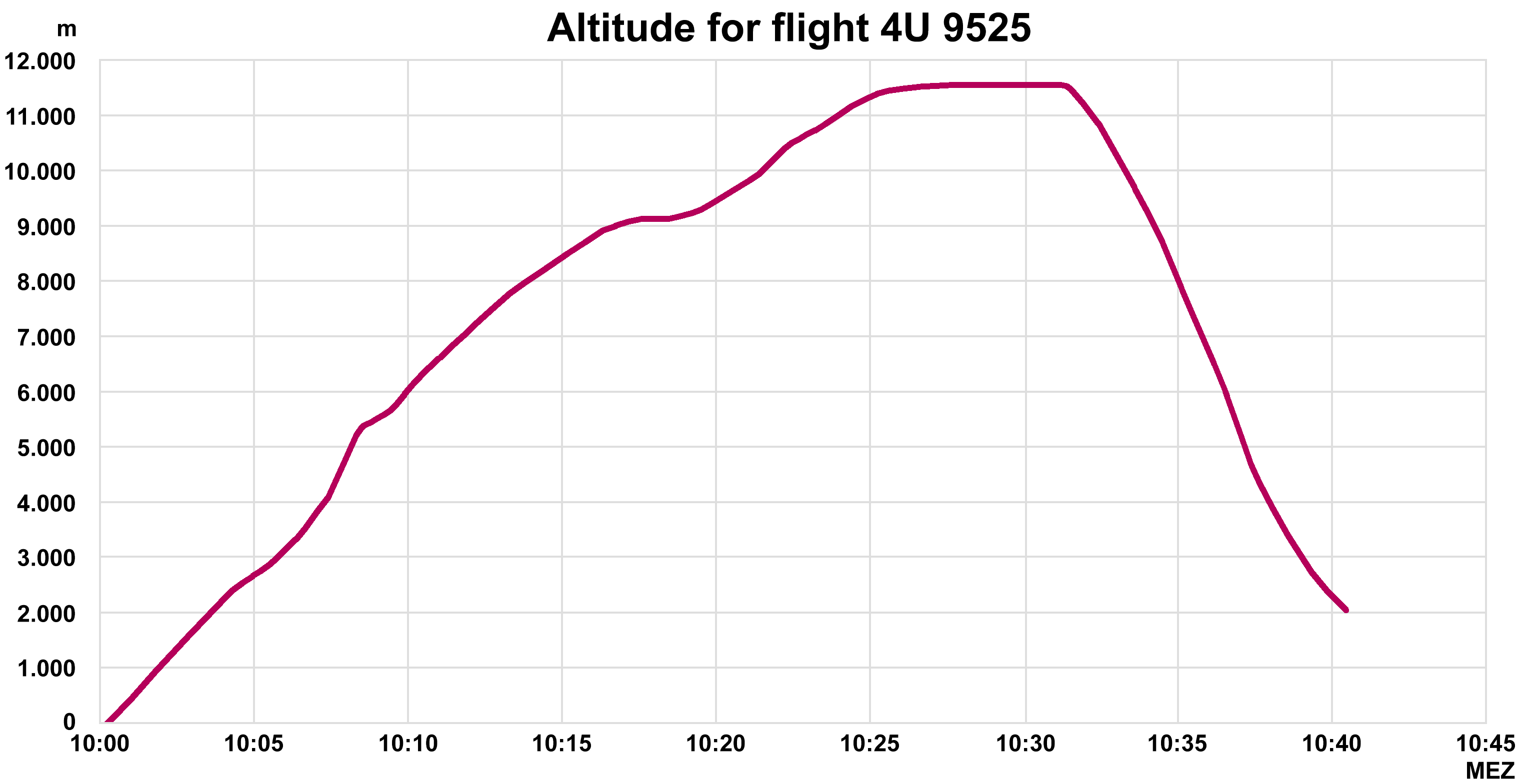
4U9525号航班在飞行过程中的高度变化

德國之翼航空9525號航班於歐洲中部時間2015年3月24日上午10時01分（09:01 UTC）在巴塞罗那机场起飛，原定於上午11時39分（10:39 UTC）抵達杜塞尔多夫国际机场。確定發生事故後，馬賽市檢察院受委派進行調查。當天事故發生後幾個小時後，法國內政部長贝尔纳·卡泽纳夫表示機上的1个黑盒子已經尋獲。经过对驾驶舱通话记录器的分析，调查人员发现在飞机坠毁之前十分钟，一名飞行员离开了驾驶舱，之后被锁在驾驶舱外，驾驶舱内仅有一名飞行员在执飞，且其始终没有打开舱门。直至坠毁，并没有这名正在驾驶的飞行员设法求救的迹象，也没有证据表明他遇到了心脏病等突发的健康问题。根据残骸分析，飞机是高速撞山被毁，然而即將墜毀時，正在驾驶的飞行员並未發出求救訊號，也未回應試圖連繫的地面控制人員。3月26日，馬賽市共和國檢察官布里斯·羅班（Brice Robin）在記者會上說，意外發生時只有副駕駛安德烈亞斯·盧比茨（Andreas Lubitz）在駕駛艙內。副驾驶主动操纵飞机下降，并且在機長要求開門時拒绝打开舱门。檢察官說：「副駕駛啟動了這個（飛機下降）按鈕，原因我們現在完全不知道，但可以分析為有摧毀這架飛機的意圖。」

### 航安報告
2016年3月中，法國航空事故調查處（BEA）提出的最終報告認為德國之翼航空9525號班機副機師蓄意墜機。

## 失事飞机
失事飞机是一架空中巴士A320-211型客机，注册编号为D-AIPX，使用CFM56-5A1发动机。飞机于1990年11月29日首航，1991年2月加入汉莎航空机队。2003年转入德国之翼航空，2004年又回到汉莎航空机队。2014年1月重组后的德国之翼航空接收了这架飞机。飛機機齡長達24年，累計飛行時數約58,300小時。

## 機上人員
| 國籍                 | No.   |
| -------------------- | ----- |
| 德国                 | 72    |
| 西班牙               | 51    |
| 阿根廷               | 3     |
|                      | 3     |
| 英国                 | 3     |
| 美国                 | 3     |
|                      | 2     |
| 哥伦比亚             | 2     |
| 伊朗                 | 2     |
| 日本                 | 2     |
| 墨西哥               | 2     |
| 摩洛哥               | 2     |
| 委內瑞拉             | 2     |
| 比利时               | 1     |
| 智利                 | 1     |
| 丹麦                 | 1     |
| 以色列               | 1     |
| 荷蘭                 | 1     |
| 波蘭                 | 1     |
| 土耳其               | 1     |
| 總計                 | 150人 |
| 具有双重国籍的受害者 | 4人   |

客機上載有144名乘客及6名機組人員，大部份乘客為德國籍，其次為西班牙籍乘客，另有土耳其、法國等國家。其中包括2名嬰兒。一支瑞典足球隊完成了西班牙季前集訓，準備回程，但隊中成員認為在杜塞爾多夫轉機等候時間過長，決定退票，轉乘同一航空公司的三個航經轉機返回瑞典 。

### 安德烈亞斯·盧比茨
盧比茨于1987年12月18日出生于联邦德国莱茵兰-普法尔茨州的蒙塔鲍尔，家中生活富裕，父亲是商界高管，母亲是钢琴老师。他于14岁时开始学习驾驶滑翔机，并参加飞行俱乐部。其个人梦想是要立志成为飞行员，在他房间里有许多汉莎航空的标志，同时持有滑翔机飞行执照。高中毕业后，他开始接受汉莎航空飞行培训，并于2008年开始在德国不来梅和美国亚利桑那州固特異参加训练。在完成11个月的训练后，盧比茨开始担任乘务员。
他于2013年9月进入汉莎航空下属子公司德国之翼担任飞行员。在飞机失事之前，他总共飞行了630个小时。盧比茨还曾经是汉堡王的临时工，经理人评价他是一个“可靠并不起眼”的人。他还曾经于2011年、2012年和2013年参加法兰克福半程马拉松。
卢比茨曾有一个女朋友，她说“卢比茨是一个精神饱受折磨、性格古怪的人，善于隐藏内心阴暗的想法的人”。另外，卢比茨还梦想駕駛更大的長途客機，如波音747或空中客车A380。
卢比茨长期患有严重的憂鬱症。2009年，卢比茨曾因“严重憂鬱症”中断了飞行训练，并接受了18个月的心理观察，美国方面也曾将他列入不适宜飞行的名单。2015年2月，卢比茨在杜塞尔多夫大学医院接受医疗诊断，但并未透露具体病情，院方表示该症状不是忧郁症。根据杜塞尔多夫大学医院发出的声明，卢比茨曾于2015年3月10日接受抑郁症治疗。声明显示，卢比茨的情况不适合在当天工作。3月27日，德国检察官查明，卢比茨在空难发生当天曾撕毁病假条，并向航空公司隐瞒患病事实。
空难发生后的3月26日，德国警方对卢比茨的住所展开搜查。随后，法国、德国检察官和汉莎航空高管认为卢比茨有摧毁这架飞机的意图。3月28日，德国警方再次搜查卢比茨的住所，后发现并查扣了若干“治疗心理疾病的药物”。

## 各方反應

### 各国政府
- 法國：法国内政部长贝尔纳·卡泽纳夫在空难发生后表示，因为剧烈撞击，发现空难幸存者的机率微乎其微。[63]
- 西班牙：空难发生时，西班牙国王费利佩六世在巴黎进行对法国的国事访问，随后缩减其行程返回西班牙。
- 德国：德国总理安格拉·默克尔于3月25日前往空难现场[64][65]，并和法国总理曼纽尔·瓦尔斯、西班牙首相马里亚诺·拉霍伊一同视察了位于塞讷的救援行动基地。[66][67]

### 航空公司
在飞机失事不久后，德国之翼将网站和社交媒体标识改为灰色，以悼念罹难乘客，汉莎航空、瑞士國際航空和奥地利航空也都采用同样的方式。
飞行员工会出于对逝世同事的哀悼，德国之翼在3月24日至25日取消多架航班。 3月25日，德国之翼停用了4U9525班号，从巴塞罗那飞往的杜塞尔多夫航班号改为4U9441；从杜塞尔多夫飞往巴塞罗那的航班号，則由4U9524改為4U9440。
汉莎航空的總裁克里斯托弗·弗朗茨在3月25日前往飞机坠毁现场，并表示“这是汉莎航空60年来最黑暗的一天。”

## 影響
加拿大、新西蘭、德國的民航當局迅即實施新規定，要求客機在航行時任何時候必需有兩名獲授權人員留在駕駛艙內，若其中一名飛行員因如廁或其他原因需暫時離開駕駛艙時，要召喚空服員或非當班飛行員等一位獲授權人員進入駕駛艙待命，不得只有一名飛行員單獨在駕駛艙內。欧洲航空安全局亦建議類似措施。多間航空公司也宣佈更改守則落實上述措施。美国联邦航空管理局自2002年已有「必需有兩個人在駕駛艙內」的類似規定。而中国民用航空局於此事件後，也加強对航班飞行中的驾驶舱机组成员保持数量不少于2人的规定。中華民國交通部民用航空局於事件後的3月30日發出飛安公告，要求民航運輸業依規定裝置駕駛艙安全門之航空器，於飛航中駕駛艙內至少應有兩名組員，其中至少一名須為飛航駕駛員。

### 賠償訴訟
德國之翼航空的母公司漢莎航空向罹難者家屬提供了高達5萬歐元的初步援助金，這不包括法律規定的災難賠償金。《莱茵邮报》引述柏林工业大学航空法教授埃爾馬·吉穆拉的話稱，預計航空公司將支付總計1,000萬至3,000萬歐元的賠償金。根據《蒙特利尔公约》的規定，如果航空公司承擔責任，每位受害者的賠償上限為143,000歐元，除非能夠證明疏忽。保險專家表示，儘管副駕駛安德烈亞斯·盧比茨向雇主隱瞞重病並故意撞毀客機，這些事實不會影響賠償問題，也不適用於漢莎航空保單中的排除條款。漢莎航空的保險公司撥出3億美元（2.8億歐元）作為受害者家屬的經濟賠償和飛機的費用。截至2017年，漢莎航空已向每位罹難者家屬支付了75,000歐元，並向每位罹難者近親支付了10,000歐元的痛苦和痛苦賠償。
受害者家屬起訴位於埃森的漢莎航空訓練中心，要求更高的賠償，但該案於2017年3月被發回德國法院。受害者家屬於敗訴，2020年7月，埃森的一家法院做出了數名受害者家屬敗訴的裁決，認為漢莎航空和漢莎航空的飛行醫生並未因疏忽而授權盧比茨飛行，這些飛行醫生代表德國政府飛行當局德國聯邦航空局工作。2021年9月上訴維持原判。 2021年11月，英格蘭和威爾斯審訊官對兩名英國受害者的死亡調查得出非法殺人罪的判決。

### 紀念

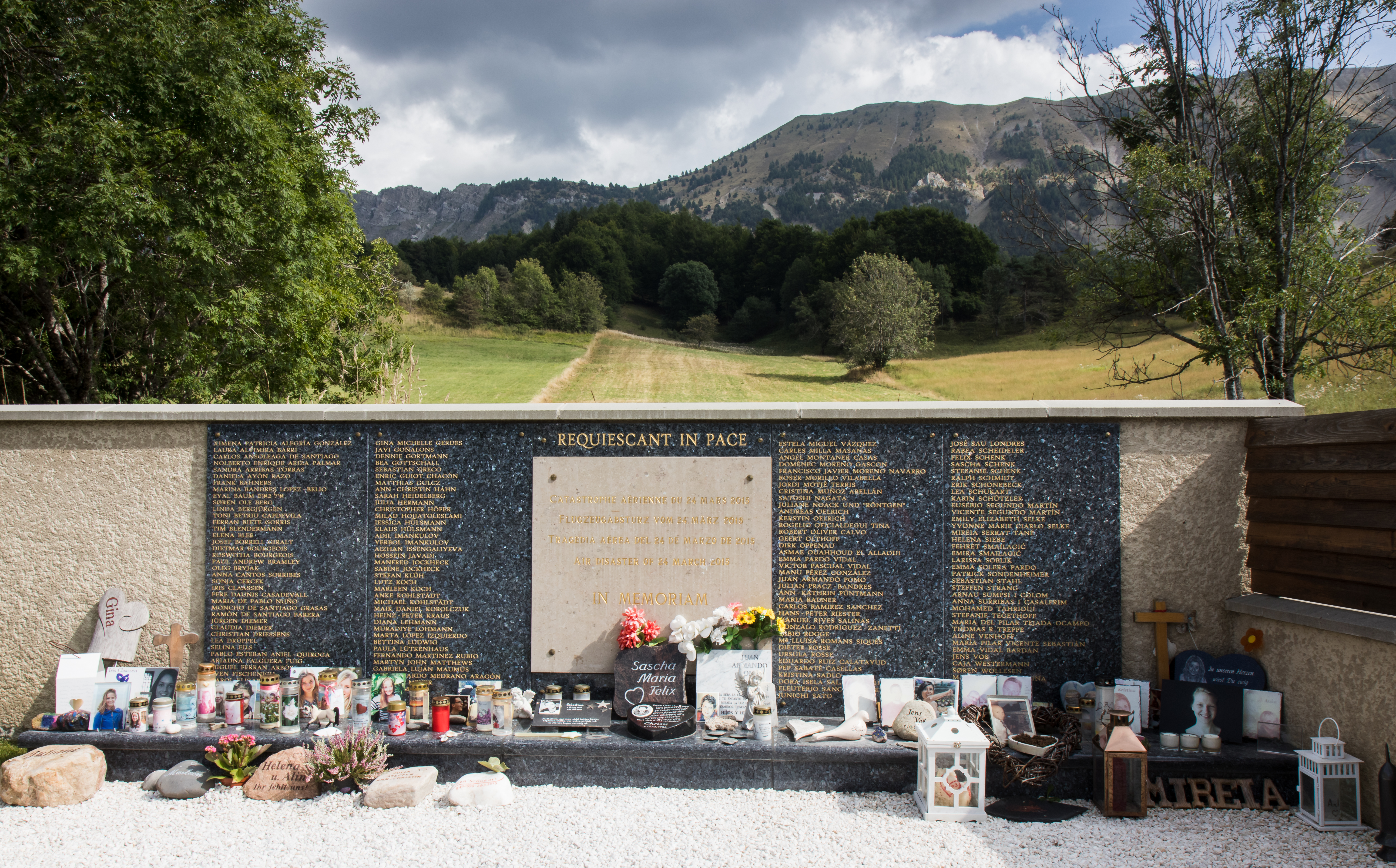
勒韋爾內公墓內設有亂葬坑，埋葬無法辨識的罹難者遺體，所有149名罹難者的名字都刻在墓園的牆上。

墜機事件發生後不久，勒韋爾內墜機地點附近豎立了一塊紀念罹難者的紀念碑。隨後的一個月，約1,400名罹難者親屬、高級政治家、救援人員和航空公司員工參加了在科隆大教堂舉行的追悼會。安德烈亞斯·盧比茨的父母被邀請參加葬禮，但沒有出席。
事故發生兩個月後，16名學生中的15名以及他們的兩名老師的遺體抵達家鄉哈爾滕下葬。當靈車經過孩子們的學校時，居民們手舉白玫瑰，學校種植了18棵樹（每位罹難者一棵）作為紀念。同一天，72名德國罹難者中的44名遺體抵達杜塞爾多夫下葬，由於受害者死亡證明上出現錯誤，導致葬禮發生了延誤。
2017年9月，墜機現場安裝了一座名為「太陽球」（Sonnenkugel）的雕塑。該雕塑由149塊金色鋁板組成，圍繞著水晶柱形成一個球體。柱子上有149個木球，裡面裝有罹難者家屬提供的個人紀念品。

### 兩週年紀念日
墜機事件兩年後，盧比茲家族於2017年3月24日召開了記者會。盧比茲的父親表示，家人不接受官方調查結果，即安德烈亞斯·盧比茨故意造成了墜機事故，也不接受他當時情緒低落的說法。航空記者蒂姆·範·貝弗倫發表了一份報告，聲稱盧比茨可能已經失去知覺，駕駛艙門鎖在之前的飛行中發生了故障，並且墜機當天該地區報告了潛在危險的湍流。範·貝弗倫受家族委託出席了新聞發布會。
盧比茲的父親在墜機週年紀念日召開新聞發布會的時機遭到遇難者家屬的批評，他們在當天舉行了自己的悼念活動。

## 事前預言
阿聯酋航空荷蘭籍機長Jan Cocheret於事發前兩個月在航空專業雜誌《Piloot en Vliegtuig》上撰文，表達強化駕駛艙門的危險。他寫道：「因為有高防護的裝甲駕駛艙門，飛機師現在很容易阻止同事進入駕駛艙。只需要等到同事出去解決生理需要時，讓艙門鎖住打不開。……我常常問自己駕駛艙內坐在我身旁的人是誰，我要如何信任他？說不定他剛經歷人生中無法克服的可怕事件。我希望在小便回來後，永遠不會遇到上鎖駕駛艙門情況。」事發後該機長在臉書上說：「看來這恐怖事情成真了。」

## 類似事件
- 日本航空350號班機空難：1982年2月9日，机长意图使飞机坠毁，最终造成24人丧生。
- 勝安航空185號班機空難：1997年12月19日，疑似机长蓄意使飞机坠毁，机上104人全部遇难。
- 埃及航空990號班機空難：1999年10月31日，疑似副驾驶有意使飞机急速俯冲坠海，全机217人罹难。
- 聯邦快遞705號班機劫機事件：1994年4月7日，隨機搭乘的员工持武器攻擊機組員，意图制造意外坠机未果。
- 莫桑比克航空470號班機空難：2013年11月29日，机长趁副机长上厕所期间把门锁上，把副机长反锁于门外，有明确意图想要将客机坠毁，机上33人全数罹难。